# Twilight Zone (comics)
Inspirée de la série télévisée du même nom, Twilight Zone constitue une série de comics dont la publication s’est échelonnée de 1962 à 2009 sur plus de 130 numéros auprès de quatre éditeurs différents (Dell Comics, Gold Key, Now Comics et Walker Books).

## L’histoire de la publication
À l’origine, The Twilight Zone est une série télévisée créée en 1959 pour le réseau CBS. Cette série que l’on connaît en France sous le nom de La Quatrième Dimension a fait l’objet de nombreuses « résurrections » telles celles de 1984 (La Cinquième Dimension en VF) et de 2002 (La Treizième Dimension en VF). Un film à sketches (La Quatrième Dimension, 1983) a même été réalisé par Steven Spielberg, John Landis, Joe Dante et George Miller. Cette série a influencé et continue de le faire, bon nombre d'artistes américains et ce dès la première saison de diffusion. La bande dessinée n'a en conséquence pas échappé au phénomène.
Dès 1962, Dell Publishing achète les droits de la série pour en faire un comics, droits qui échoient à Gold Key peu de temps après. Rod Serling, qui avait conçu la série télévisée, fait office d'hôte dans le comics introduisant et/ou concluant les histoires.
Le premier numéro (février 1962) fait en fait partie de la collection Four Color de Dell et porte le #1288. Chacun des numéros de cette collection n’est consacré qu’à un seul personnage (Tarzan, Mickey, Flash Gordon, Zorro, etc.) ou un film. Deux autres revues portant le titre de Twilight Zone sortent en mai et août 1962 mais sans numérotation. Enfin en novembre 1962, Gold Key lance une revue dont le rythme de parution initiale est trimestriel avant de passer au bimestriel à partir du #20 puis de nouveau trimestriel puis bimestriel. On le voit, le rythme fut assez erratique. Toujours est-il que cette série principale se prolongea jusqu'au #92 (mai 1982).

## Les principes
Chaque livraison est composé de trois à cinq histoires en fonction de la longueur desdites histoires. Parfois pour compléter la revue on trouve des  « histoires vraies » racontées en 1 ou 2 pages comme le rêve prémonitoire sur l’assassinat d’Abraham Lincoln (#1288 de Four Color).
Si Dell, et donc son successeur Gold Key, avait refusé le Comics Code Authority c’était parce que la promesse faite aux parents était celle d’une revue sans violence, sans monstres tels des vampires ou des loups-garous, etc.
En revanche, il ne faut pas oublier que les fantômes sont davantage présents dans l’imaginaire anglo-saxon que dans celui des latins. En conséquence de quoi la présence de spectres était jugée tout à fait (sur)naturelle. Il en allait de même avec les extra-terrestres pour lesquels Hollywood produisait nombre de films destinés aux adolescents (La guerre des mondes (1953), Les soucoupes volantes attaquent (1956), etc.). Moyennant quoi si les histoires ne sont en aucun cas des bandes d’horreur, il s’en dégage néanmoins une impression de fantastique et de bizarre que les Américains englobent sous le vocable d’occult. Beaucoup de ces histoires ne dépareilleraient pas dans les nouvelles qui composaient les recueils Alfred Hitchcock.
À titre d’exemple, Don’t Touch the Exhibit (#1) voit un malfaiteur se transformer en statue de cire, The Secret of the Key (#4), censé se dérouler Rue Morte (sic) à Paris en 1893, finit par nous transporter en pleine révolution française et nous faire une révélation tonitruante sur la fausse exécution de Louis XVI. 
Côté graphique, les compositions sont assez simplistes : une présentation en gaufrage avec en règle générale 5 vignettes par planche. Si les dessins sont corrects, ils n’ont jamais soulevé de dithyrambes particuliers, mais c’est une constante chez Dell puis Gold Key. Le succès de la série tient donc bien à la qualité des histoires proposées. Un peu à l’identique de la série télévisée réalisée avec une réelle économie de moyens mais dégageant un fort parfum de mystère.

## Les suites
En 1972, Gold Key lance Mystery Digest Comics, un mensuel reprenant essentiellement des histoires parues dans les autres revues du groupe. Ce magazine est donc en quelque sorte un florilège de Believe It or Not, Boris Karloff Tales of Mystery et Twilight Zone. Sur les 26 numéros de Mystery Digest Comics (mars 1972 - mai 1975), huit relèvent de l’univers de Rod Serling. Chaque numéro fait 132 pages et offre entre 12 et 15 histoires différentes. Si, conformément au rôle de la revue, celles-ci sont des reprises, il y a à chaque fois quelques exceptions qui confirment cette règle. En voici la liste :
- # 3 (Mai 1972) Secret of the Jungle Lord – 10 planches. La première histoire de Simbar le lion-garou, personnage que l’on retrouve dans Dr Spektor ;
- # 3 (Mai 1972)  Cry of the Dire Wolf - 10 planches. Histoire avec Tragg[2] ;
- # 6 (Août 1972) No Place to Hyde (sic) - 10 planches ;
- # 6 (Août 1972) Doomed to Battle - 10 planches. Une histoire d’heroic fantasy ;
- # 6 (Août 1972) Night Train To Eternity - 10 planches ;
- # 9 (Janvier 1973) The Aliens and the Captain - 10 planches ;
- # 9 (Janvier 1973) Cult of the Cave Bear - 10 planches. Histoire avec Tragg ;
- # 9 (Janvier 1973) Carriage to Ravenwood - 10 planches ;
- # 12 (Juillet 1973) The High Cost of Dying - 7 planches ;
- # 12 (Juillet 1973) The Thing from the Haunted Lagoon - 10 planches ;
- # 12 (Juillet 1973) The Fate of Captain Skarr - 9 planches ;
- # 12 (Juillet 1973) The Ghost of the Warlock - 10 planches ;
- # 15 (Janvier 1974) The Golden Curse - 10 planches. Une histoire d’heroic fantasy ;
- # 15 (Janvier 1974) The Marked Rider - 10 planches ;
- # 15 (Juillet 1974) The Spirit is Killing - 8 planches ;
- # 15 (Juillet 1974) If the Shoes Fits - 8 planches ;
- # 15 (Juillet 1974) The Demon of Central Park - 8 planches ;
- # 15 (Juillet 1974) The Treasure of His Company - 8 planches ;
- # 18 (Janvier 1975) The Million Dollar Ghost - 8 planches ;
- # 18 (Janvier 1975) Family Reunion - 8 planches ;
- # 18 (Janvier 1975) A Witch in Time - 8 planches ;
- # 18 (Janvier 1975) Drummer Man - 8 planches. Avec le Dr Spektor ;
- # 24 (Juillet 1975) The Hanging Tree - 8 planches ;
- # 24 (Juillet 1975) Wake Me When It’s Over - 8 planches ;
- # 24 (Juillet 1975) The Revenge of Dr Dread - 8 planches.

## Et maintenant Now
Now Comics était un éditeur (1986-1994) qui essaya de prospérer sur des licences de films (Fright Night, Ghostbusters ou le Baron de Münchhausen par exemple) ou de séries TV (Green Hornet, Married with Children,…). Compte tenu de sa notoriété impossible de ne pas cibler Twilight Zone et ce à partir de 1990.
Cette première tentative de novembre 1990 s’acheva aussi vite qu’elle avait commencé. La deuxième fut plus fructueuse s’étira de novembre 1991 à septembre 1992 sur 11 numéros. Entre-temps était sorti un numéro spécial intitulé Twilight Zone Premiere reprenant les 28 planches du numéro de novembre 1990 (Crazy as A Soup Sandwich) agrémenté d’une novelette de 18 pages, les deux histoires étant signées par… Harlan Ellison. 
Trois numéros spéciaux vont sortir coup sur coup en mars et en avril 1993, Twilight Zone Science Fiction Special, Twilight Zone Annual et enfin Twilight Zone 3 D Special.
Nouvel essai de série régulière en mai 1993 qui s’achève en août après quatre numéros.

## Walker Books
Pour le 50e anniversaire de la série télévisée, Walker Books confie à Mark Kneece (Batman, The Spirit, …) le soin d’adapter plusieurs histoires de Serling pour les publier sous formes d’albums (graphic novel). Huit albums avec six dessinateurs différents constituent la série complète et, à ce jour, la dernière adaptation BD de la fameuse série.
NB : Le nom du dessinateur est indiqué entre parenthèses.
1. The After Hours – 2008 (Rebekah Isaacs)
2. Walking Distance – 2008 (Dove McHague)
3. The Monsters Due On Maple Street – 2008 (Rich Ellis)
4. The Odyssey of Flight 33 – 2008 (Robert Grabe)
5. Death-Heads Revisited –2009 (Chris Lie)
6. The Midnight Sun – 2009 (Anthony Spay)
7. Will The Real Martian Please Stand Up ? – 2009 (Rich Ellis)
8. The Big Tall Wish – 2009 (Chris Lie)